# Хардън
Ха̀рдън (на английски: Hawarden; на уелски: Penarlâg, Пенарла̀аг) е малък град в Северен Уелс, графство Флинтшър. Разположен е на около 9 km западно английския град Честър. Архитектурна забележителност на града е замъка Хардън Касъл, построен през 18 век. Има жп гара и общо летище със съседния уелски град Бротън. Населението му е 2035 жители, по приблизителна оценка от юни 2017 г.

## Спорт
Представителният футболен отбор на града се казва ФК Хардън Рейнджърс.

## Личности
- Английският футболист-национал Майкъл Оуен е учил в града.
- Уелският футболист-национал Гари Спийд е учил в града.
- Английския политик Уилям Гладстон е живял и починал в замъка Хардън Касъл.